# Joachim Frich
Joachim Christian Geelmuyden Gyldenkrantz Frich (24. juli 1810 i Bergen – 29. januar 1858 i Kristiania) var en norsk landskabsmaler.
Frich blev student 1829, var en tid huslærer og begyndte at studere teologi, men opgav omsider studierne for malerkunsten, som han allerede under sin skoletid havde vist interesse og anlæg for. 1833—35 var han elev ved Kunstakademiet i København og udstillede her 1835 og senere. Derefter rejste han til Dresden til professor Dahl. Dennes påvirkning kan vel mærkes, men helt har han ikke sluttet sig til ham. Stærkere blev han derimod påvirket af Carl Rottmann i München. 1839 vendte han tilbage til Bergen og rejste det følgende år til Stockholm, hvor kong Karl Johan købte flere af hans billeder og tillige bestilte et større prospekt af Kria. Frich tog nu fast ophold i Kria, hvor han blev lærer ved tegneskolen og senere medlem af dens bestyrelse, og virkede for øvrigt for at vække interesse for den nationale kunst; således er han en af stifterne af Foreningen for norske Fortidsmindesmærkers Bevaring. 1846 opholdt han sig en kort tid i Düsseldorf og besøgte  1856 Verdensudstillingen i Paris. Fra sine mange og vidtløftige rejser i Norge medbragte han en mængde prospekter og skitser, der senere er blevne kendte ved gengivelser i billedværket »Norge i Tegninger«. Frich var en i sin tid skattet kunstner og har malet et anseligt antal landskaber, der vel ikke altid udmærker sig ved fremragende egenskaber hverken i teknik eller opfattelse, men han har dog sin betydning som den første norske maler, der vovede at tage fast ophold i hjemmet under de dengang og endnu langt senere for kunstens udøvere så ugunstige forhold i Norge. Og enkelte af hans mindre billeder og skitser kan stundom eje en malerisk charme, der tyder på, at der hos Frich var betydelige evner, som ikke kom til deres ret. I Bergen Billedgalleri findes således et udmærket lille fjordbillede af ham. Til hans mere kendte arbejder hører den cyklus af seks norske landskaber, som kong Oscar I lod ham udføre til spisesalen i det kongelige lystslot Oscarshall ved Kria.